# سلافكو بلاغوفيتش
سلافكو بلاغوفيتش (بالكرواتية: Slavko Blagojević)‏ هو لاعب كرة قدم كرواتي في مركز الوسط، ولد في 21 مارس 1987 في Otok, Vukovar-Syrmia County ‏ في كرواتيا. شارك مع منتخب كرواتيا تحت 17 سنة لكرة القدم. أما مع النوادي، فقد لعب مع نادي إسترا 1961 ونادي رادنيتشكي سبليت.

## وصلات خارجية
- سلافكو بلاغوفيتش على موقع اتحاد كرواتيا (الكرواتية)
- سلافكو بلاغوفيتش على موقع قاعدة بيانات كرة القدم.إي يو (الإنجليزية)
- سلافكو بلاغوفيتش على موقع Soccerway.com (الإنجليزية)
- سلافكو بلاغوفيتش على موقع عالم كرة القدم.نت (الإنجليزية)